# Dicranota (Plectromyia) tergata
Dicranota (Plectromyia) tergata is een tweevleugelige uit de familie Pediciidae. De soort komt voor in het Neotropisch gebied.